# Radek Slončík

Radek Slončík (* 29. května 1973, Šumperk) je bývalý český fotbalový záložník, reprezentant. Byl to kvalitní tvůrce hry („špílmachr“) s precizní a překvapivou rozehrávkou. Jeho bratrancem je bývalý ligový fotbalista Petr Slončík.

## Klubová kariéra
S fotbalem začínal v rodném Šumperku, odkud v dorostu přestoupil do FC Baník Ostrava. Za Baník hrál do roku 2000, kdy přestoupil do AC Sparta Praha. Roční angažmá se mu příliš nevydařilo a odešel do maďarského týmu Újpest FC. V roce 2003 se vrátil do Baníku a hrál za něj do roku 2006. Působil i v třetiligovém Fulneku, aktivní kariéru zakončil v klubu MFK Karviná, kam přestoupil v lednu 2009.

## Reprezentační kariéra
Radek Slončík zasáhl v letech 1994–1996 v dresu české reprezentace do 21 let do 13 utkání (6 výher, 2 remízy a 5 proher), aniž by vstřelil gól.
V českém reprezentačním A-mužstvu odehrál v letech 1996–2000 17 zápasů (12 výher, 3 remízy, 2 prohry), gól nevstřelil. Téměř vždy střídal, odehrál jen jedno kompletní kvalifikační utkání 23. září 1997 na Maltě, kde ČR vyhrála 1:0.
Zápasy Radka Slončíka v A-mužstvu České republiky 
| Rok    | Zápasy | Góly |
| ------ | ------ | ---- |
| 1996   | 2      | 0    |
| 1997   | 6      | 0    |
| 1998   | 6      | 0    |
| 1999   | 2      | 0    |
| 2000   | 1      | 0    |
| Celkem | 17     | 0    |

## Ligová bilance
| Ročník                                   | Zápasy | Góly | Klub             |
| ---------------------------------------- | ------ | ---- | ---------------- |
| 1. československá fotbalová liga 1990/91 | 8      | 0    | FC Baník Ostrava |
| 1. československá fotbalová liga 1991/92 | 11     | 0    | FC Baník Ostrava |
| 1. československá fotbalová liga 1992/93 | 12     | 2    | FC Baník Ostrava |
| 1. česká fotbalová liga 1993/94          | 13     | 1    | FC Baník Ostrava |
| 1. česká fotbalová liga 1994/95          | 29     | 2    | FC Baník Ostrava |
| 1. česká fotbalová liga 1995/96          | 23     | 0    | FC Baník Ostrava |
| 1. česká fotbalová liga 1996/97          | 27     | 3    | FC Baník Ostrava |
| Gambrinus liga 1997/98                   | 23     | 6    | FC Baník Ostrava |
| Gambrinus liga 1998/99                   | 22     | 1    | FC Baník Ostrava |
| Gambrinus liga 1999/00                   | 11     | 0    | FC Baník Ostrava |
| Gambrinus liga 2000/01                   | 7      | 0    | AC Sparta Praha  |
| Gambrinus liga 2001/02                   | 6      | 0    | AC Sparta Praha  |
| OTP Bank Liga 2001/02                    | 11     | 1    | Újpest FC        |
| OTP Bank Liga 2002/03                    | 19     | 0    | Újpest FC        |
| Gambrinus liga 2003/04                   | 25     | 2    | FC Baník Ostrava |
| Gambrinus liga 2004/05                   | 8      | 0    | FC Baník Ostrava |
| Gambrinus liga 2005/06                   | 17     | 0    | FC Baník Ostrava |
| Gambrinus liga 2006/07                   | 14     | 1    | FC Baník Ostrava |
| CELKEM                                   | 286    | 19   |                  |